# Jardín Botánico Regional de Gold Coast
El Jardín Botánico Regional de Gold Coast, (inglés: Gold Coast Regional Botanic Gardens anteriormente conocido como Rosser Park Regional Botanic Gardens, o simplemente como Rosser Park) es un jardín botánico, en Gold Coast, Queensland, Australia. 

## Localización e información
El límite del sudoeste del parque se extiende al río Nerang, en su límite norte se encuentra el "Royal Pines Resort Golf Course" y el área residencial de "Benowa Waters" está situada al sur. 
Gold Coast Regional Botanic Gardens Ashmore Road, Benowa, Gold Coast, Queensland 4066 Australia.
Planos y vistas satelitales.28°0′29.88″S 153°23′5.64″E / -28.0083000, 153.3849000
Está abierto todos los días del año.

## Historia
En el desarrollo del plan maestro para el jardín botánico se estuvo trabajando en investigación, análisis del sitio de emplazamiento y consulta de la comunidad durante más de 18 meses. 
El plan definitivo fue adoptado cerca de la ciudad de Gold Coast en el 2002 y las primeras plantaciones ocurrieron en el 2003.  

## Colecciones botánicas
En este jardín hay una gran variedad de plantas, incluyendo :
- Vegetales en soportes levantados,
- Huerto de árboles frutales
- Jardín de hierbas, en este jkardín se cultivan plantas herbáceas tales como diversas especies y variedades cultivares de tomates y pimientos.
- Jardín de los sentidos, creado en cooperación del concejo municipal con el Rotary International para la gente con discapacidades para explorar los cinco sentidos dentro del área hortícola del jardín de exhibición.

Este jardín botánico ha creado un centro de aprendizaje para que tanto los niños como los adultos puedan ver y practicar cuan fácil es ver crecer estos vegetales. 

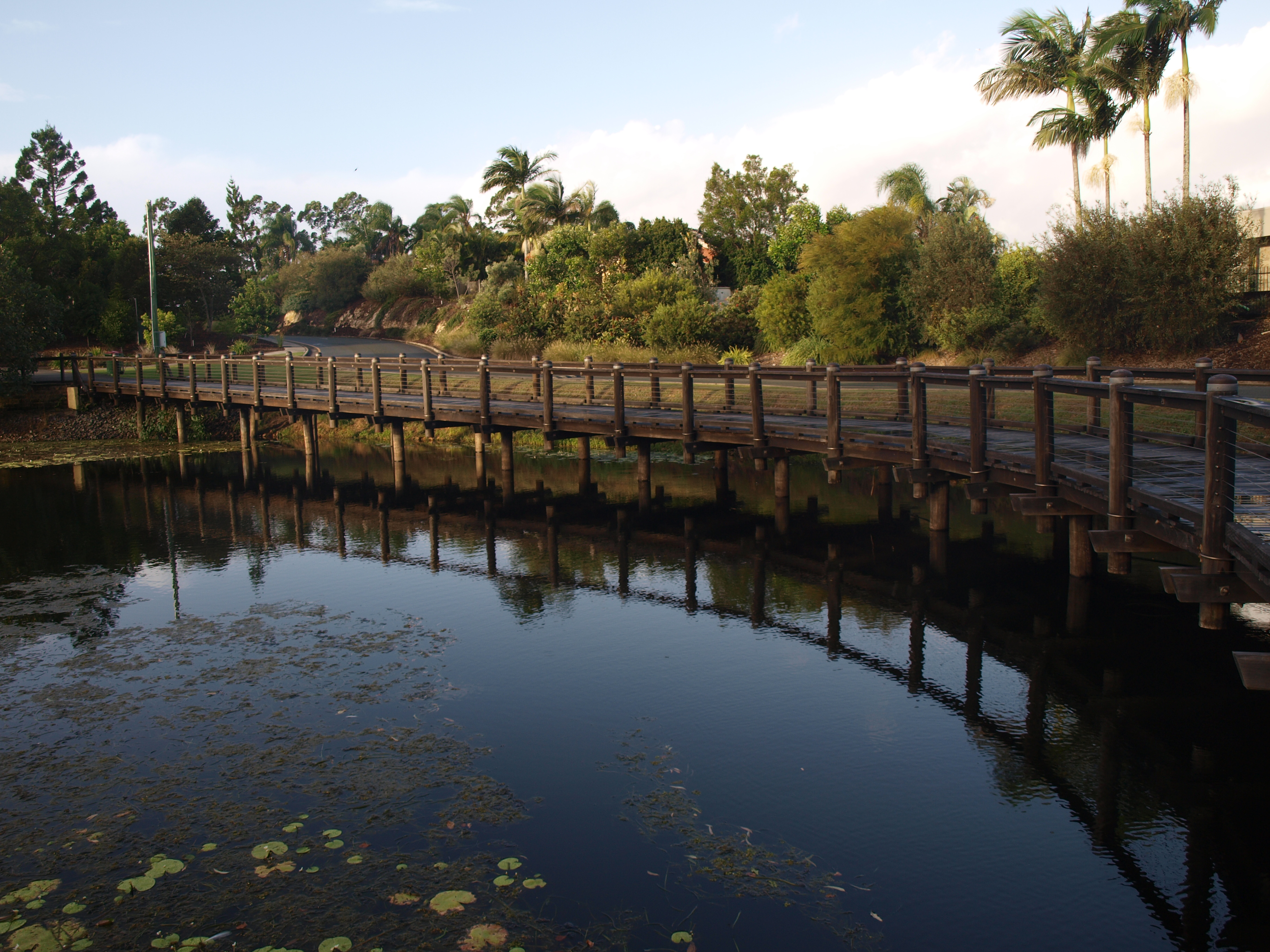
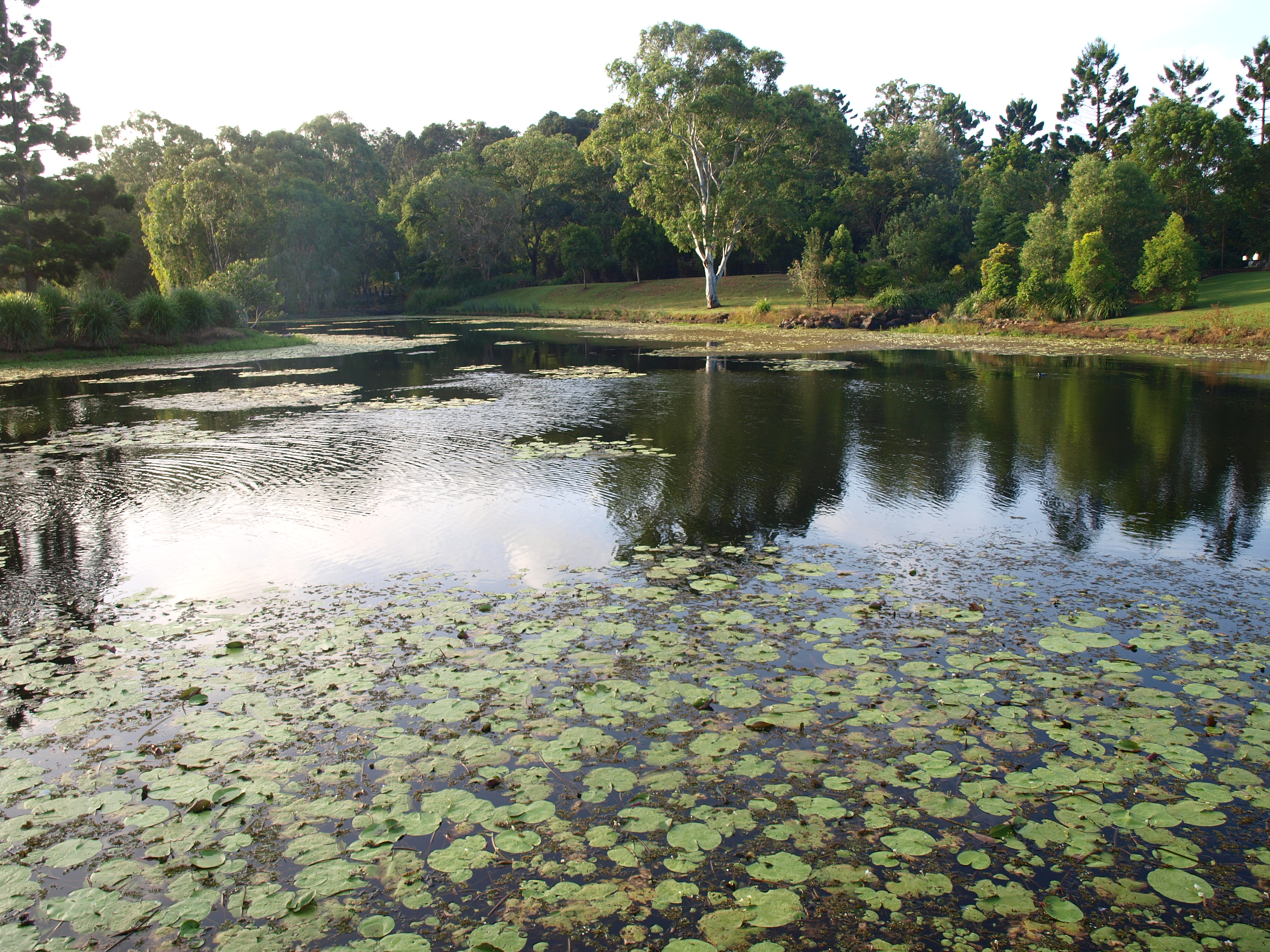
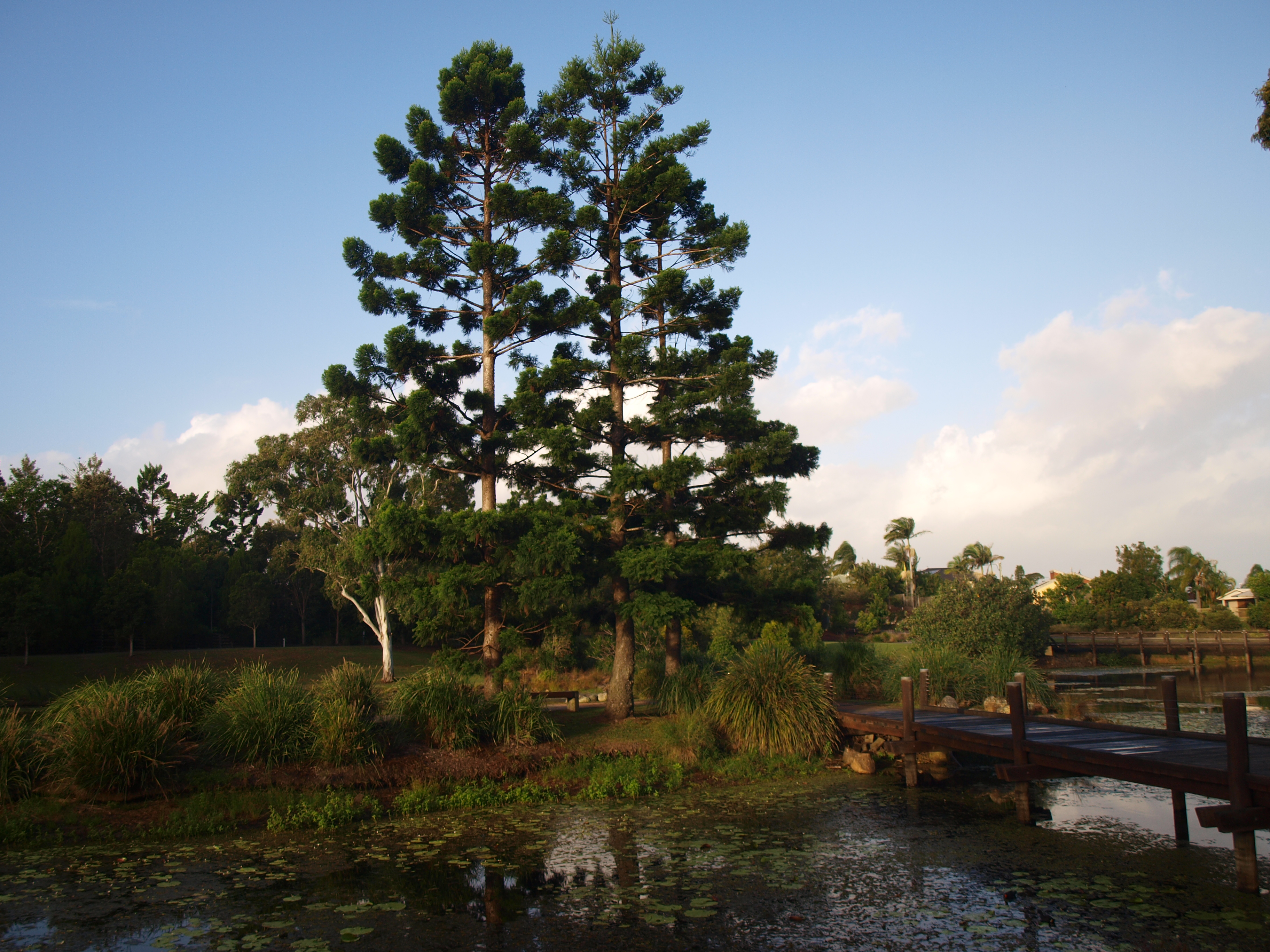
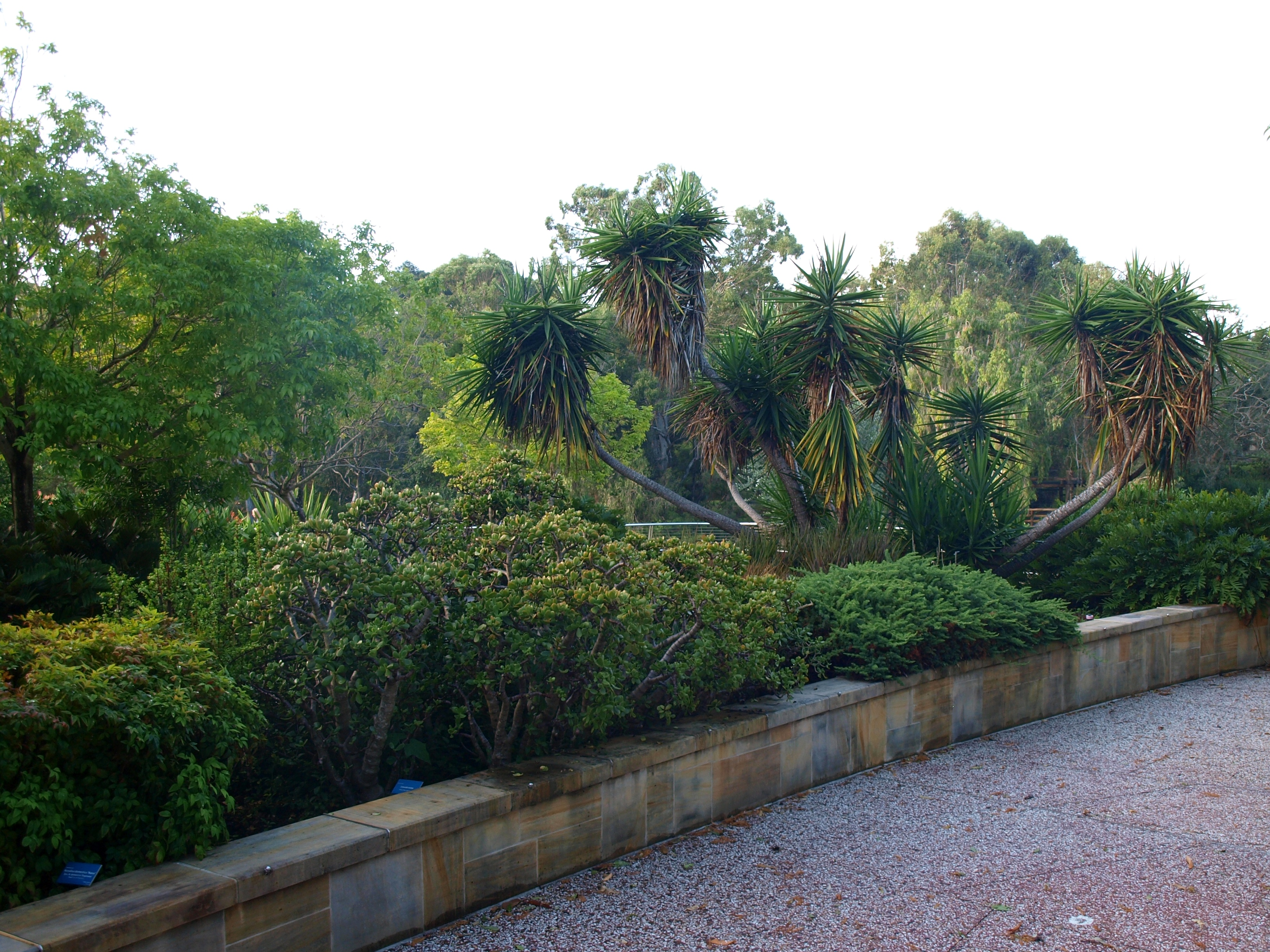
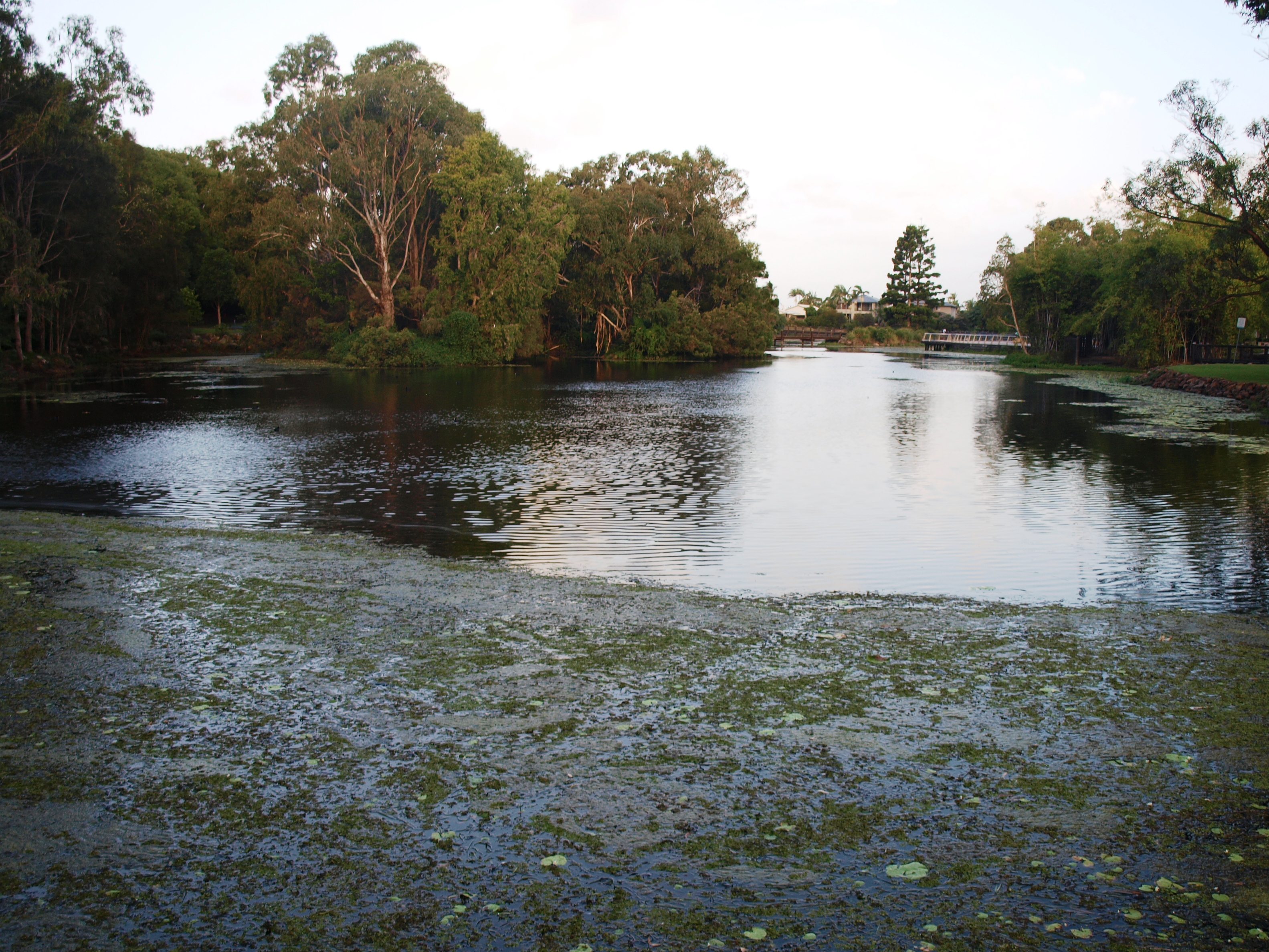
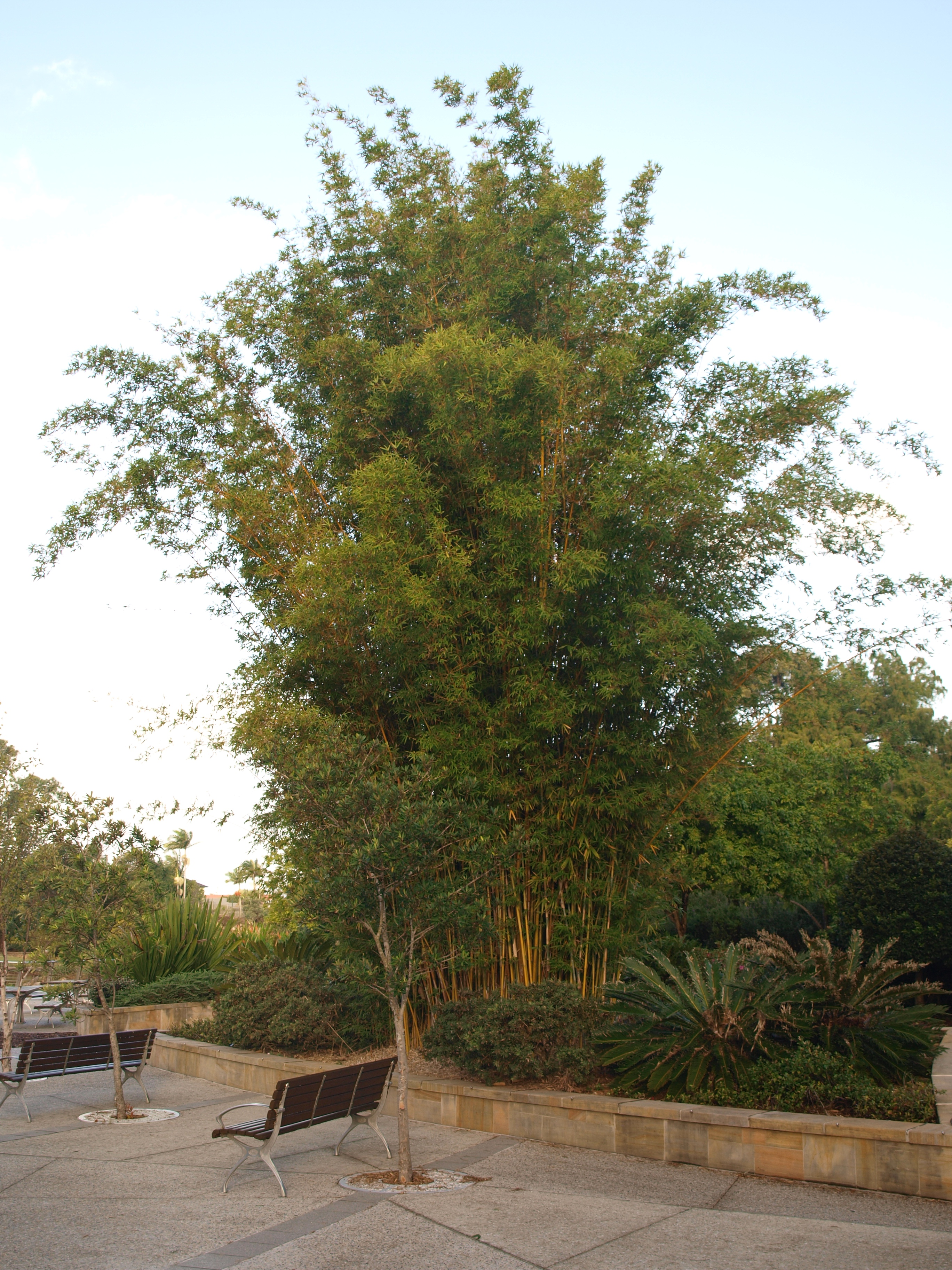
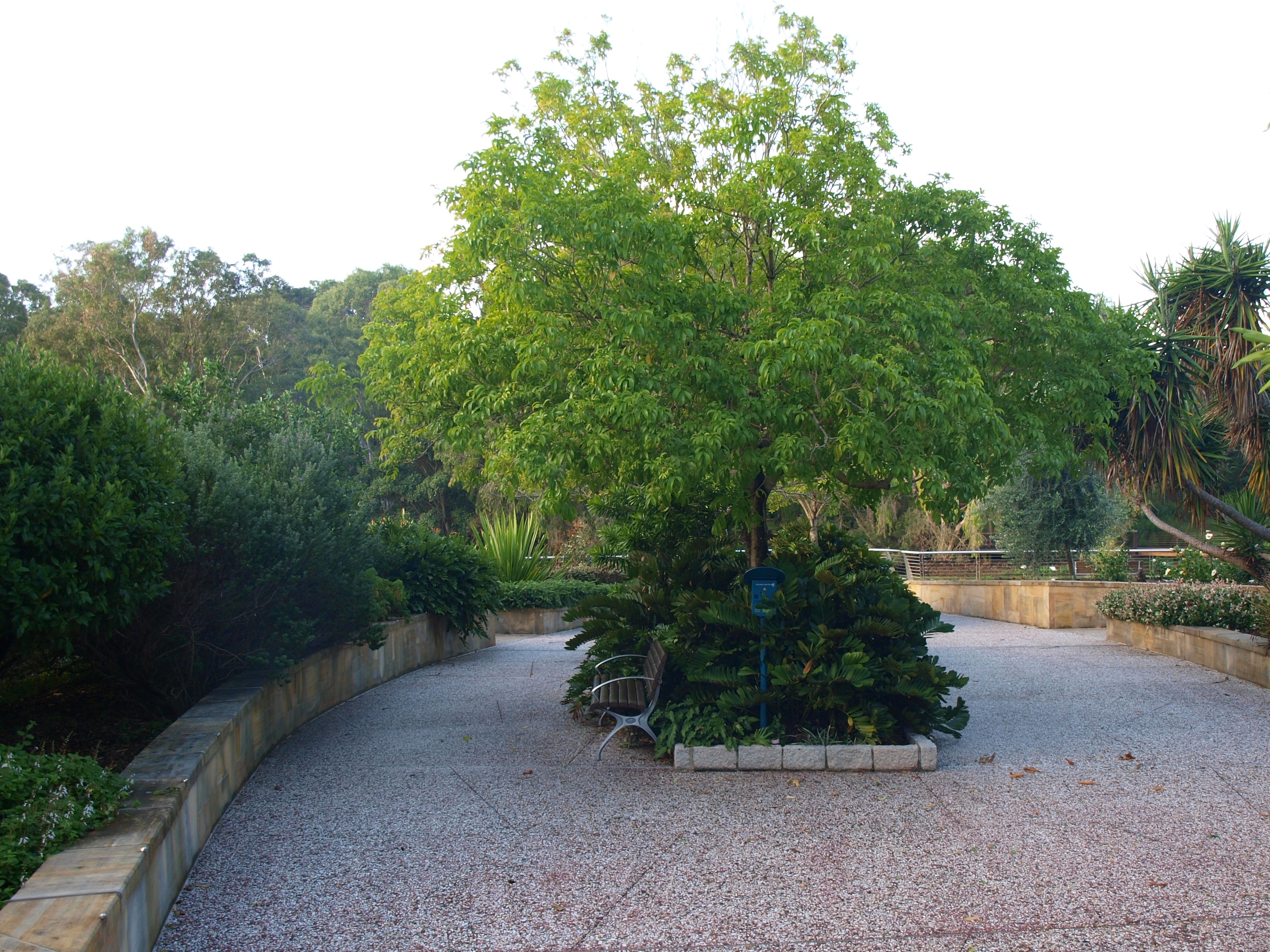
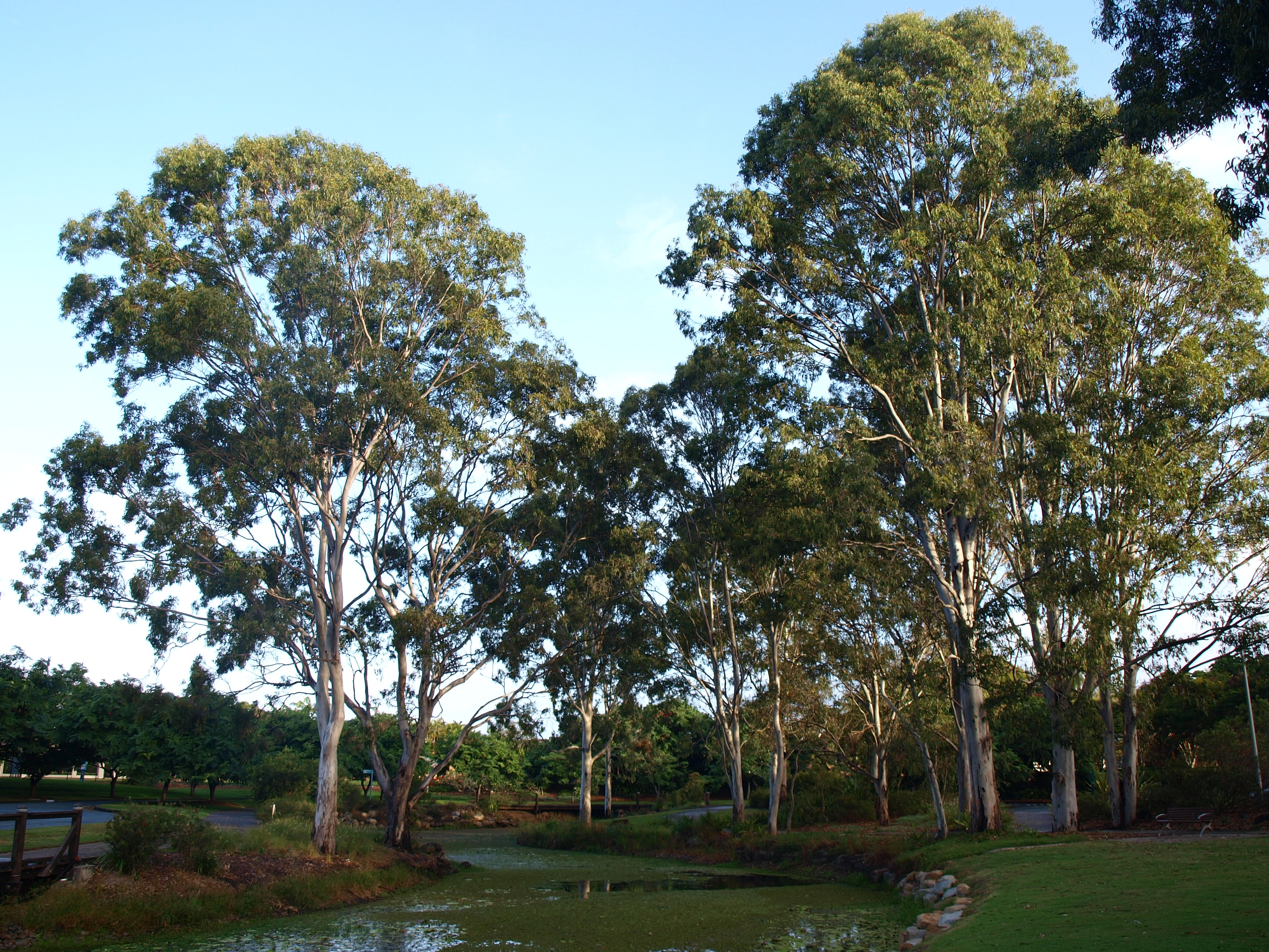
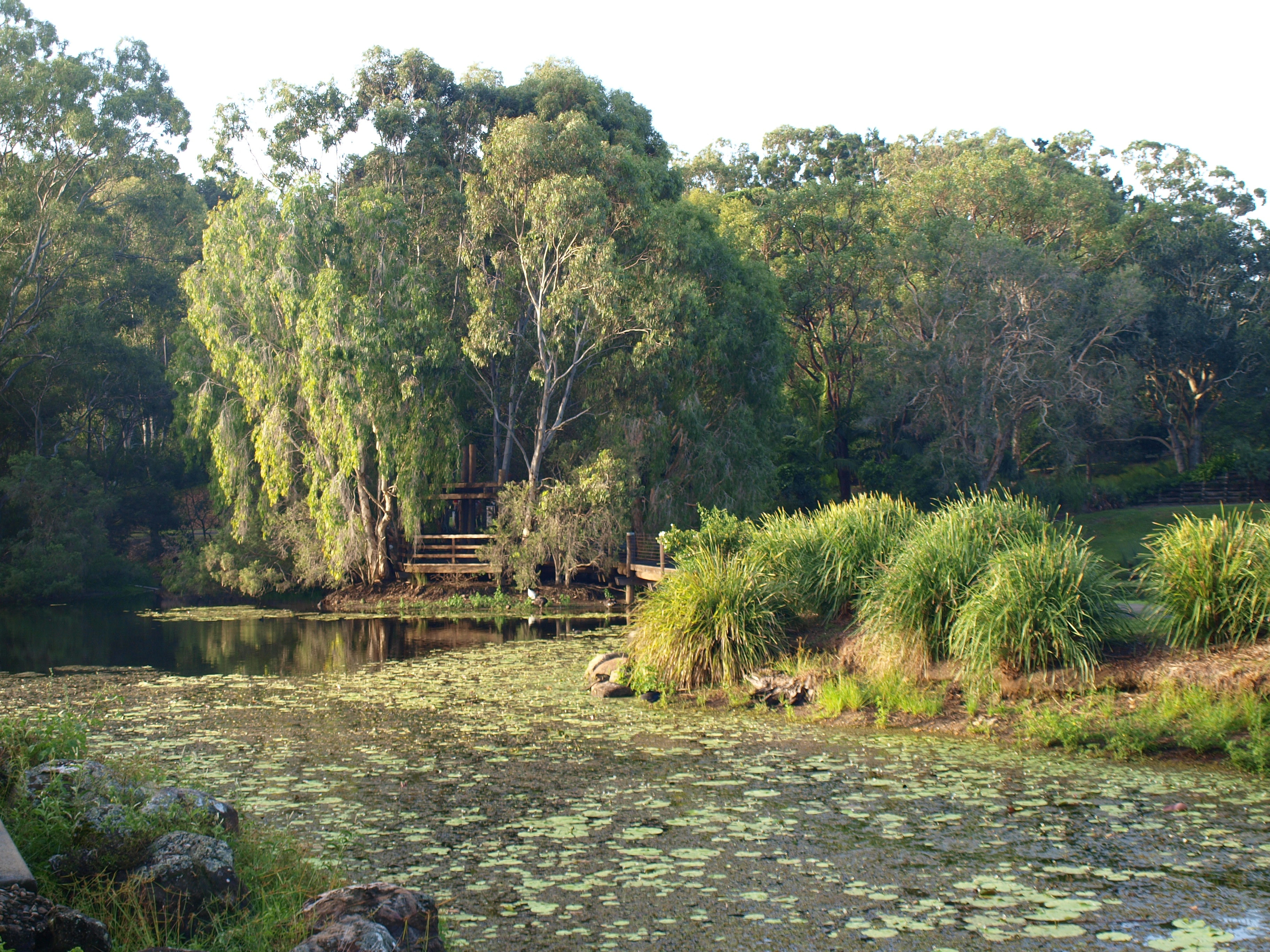
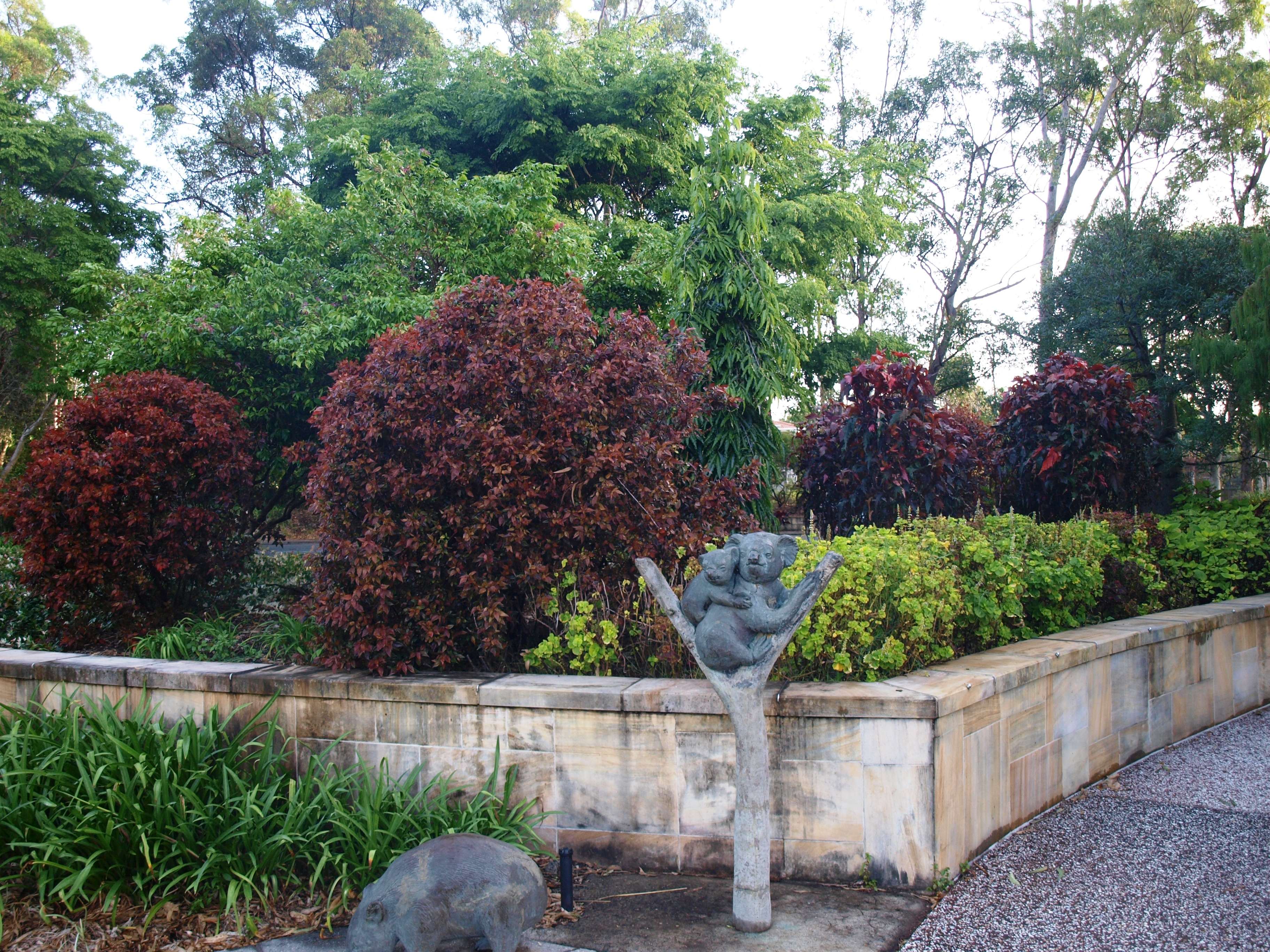
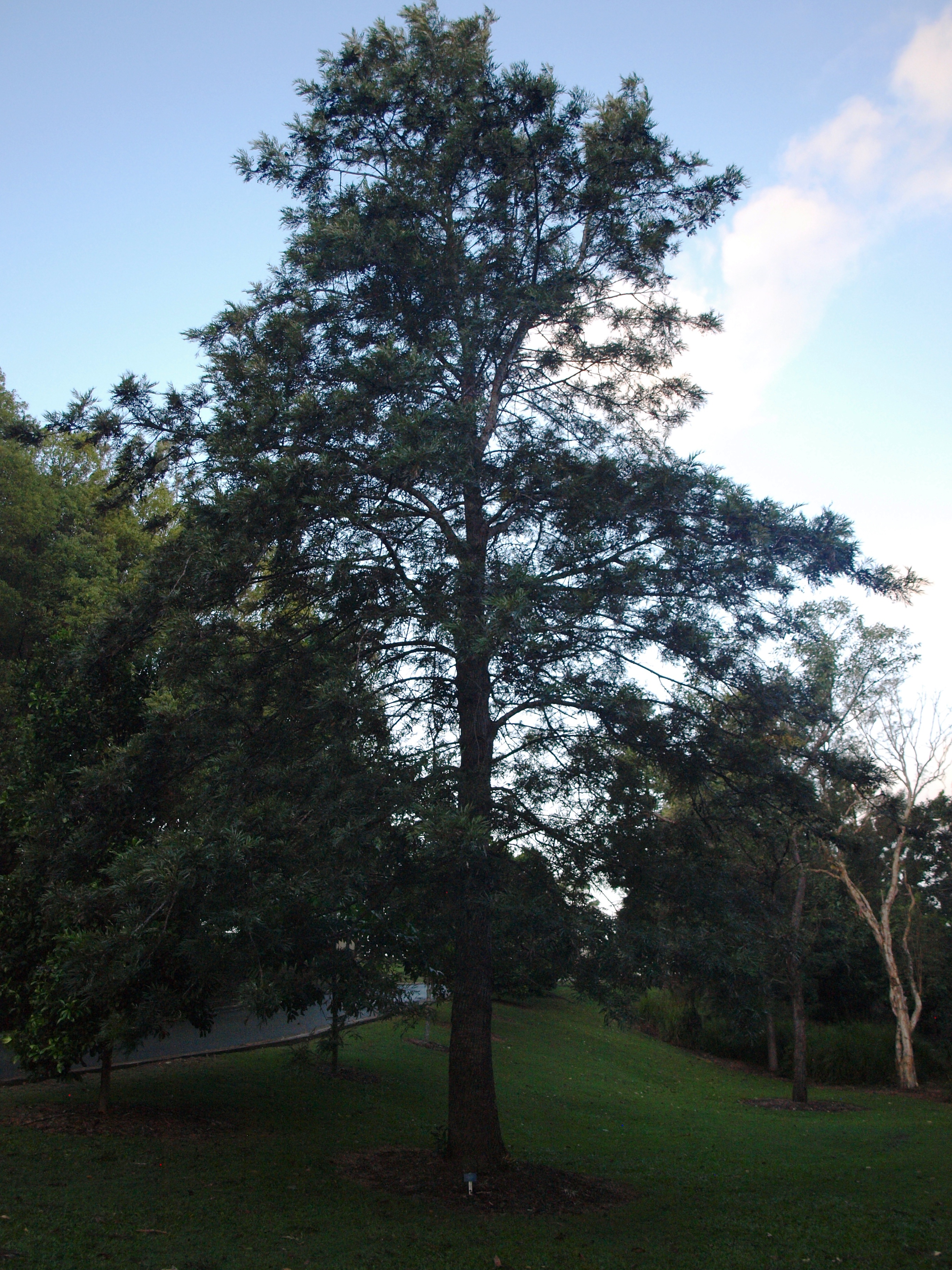
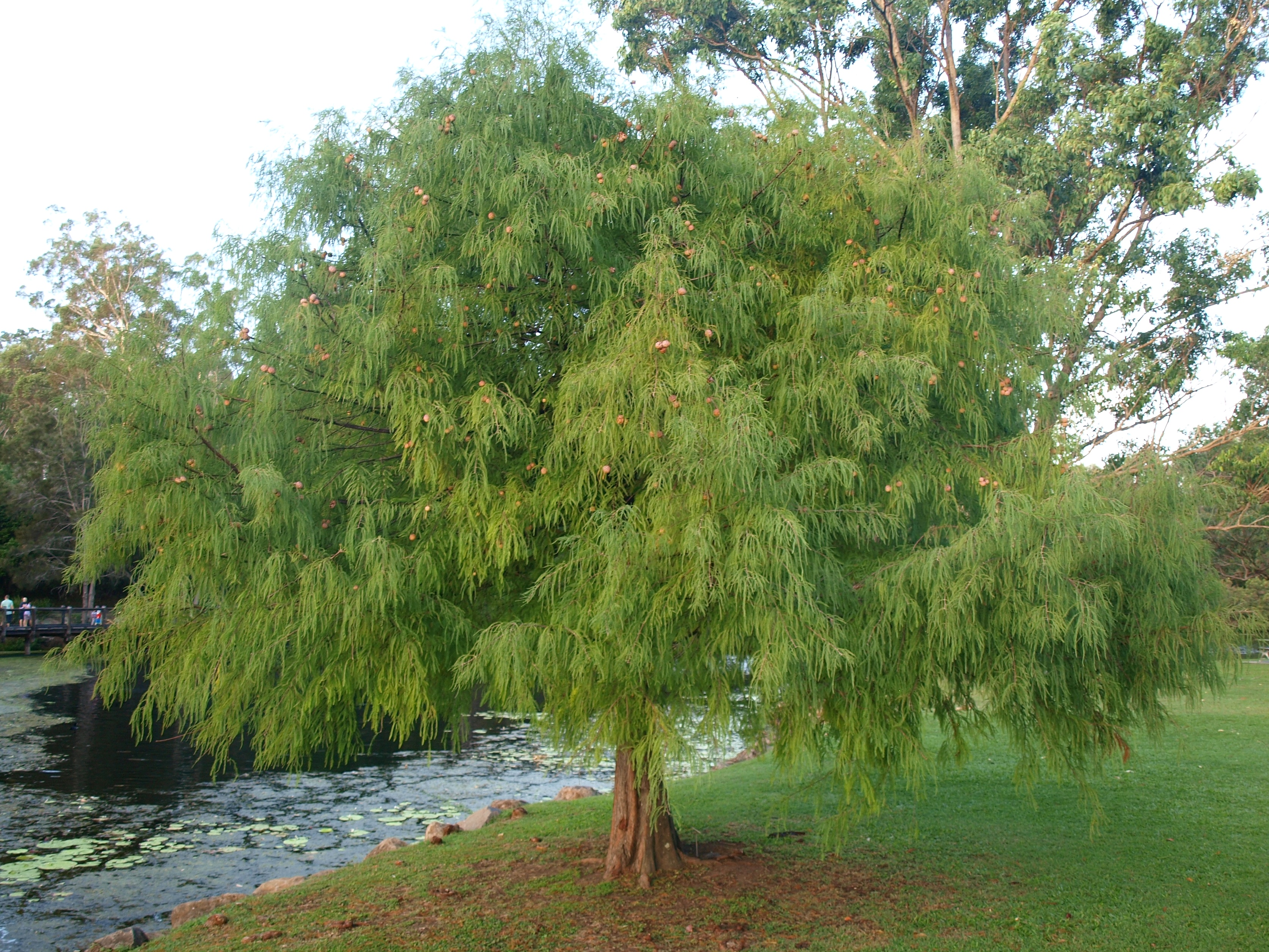